# 岡田隆 (体育学者)
岡田 隆（おかだ たかし、1980年1月6日 - ）は、日本の体育学者、ボディビルダー。日本体育大学体育学部教授、博士（体育科学）（日本体育大学）。日本オリンピック委員会科学サポート部門員、日本ボディビル・フィットネス連盟ジュニア委員会委員長なども務める。フジテレビ系列『ホンマでっか!?TV』、テレビ朝日系列『超人女子戦士 ガリベンガーV』など、メディア登場時は骨格筋評論家「バズーカ岡田」の異名で活動することもある。

## 経歴
- 1980年 愛知県生まれ
- 1998年 東京都立西高等学校卒業
- 2002年 日本体育大学体育学部武道学科柔道専攻卒業
- 2005年 日本体育大学大学院体育科学研究科博士前期課程健康科学・スポーツ医科学系修了
- 2013年 東京大学大学院総合文化研究科博士後期課程生命環境科学系単位取得退学
- 2016年 日本体育大学体育学部准教授
- 2022年 日本体育大学体育学部・大学院体育学研究科教授

### 大学教員・研究者
2008年より大学教員となり、2022年4月より日本体育大学体育学部教授、および同大学院体育学研究科教授。専門はトレーニング科学、スポーツ整形外科学。また同大学ボディビル部の顧問を務める。

### スポーツトレーナー
2012年から2021年まで柔道全日本男子チーム体力強化部門長を務め、2016年リオデジャネイロオリンピックでは、史上初となる柔道男子全階級メダル制覇、2021年東京オリンピックでは史上最多5個の金メダル獲得などに貢献。

### ボディビルダー
- 2014年 東京オープンボディビル選手権大会 70kg以下級 優勝
- 2016年 日本社会人ボディビル選手権大会（体重無差別級） 優勝
- 2018年 日本クラス別ボディビル選手権大会 70kg以下級 第3位 など

ボディビルに挑む理由については、母校である都立西高等学校の同窓会誌においてこのように綴っている。
「私は常に実践者でありたいと思っている。例えば、英語を学ぼうとするとき、英語を上手く話せない人を指導者には選ばないだろう。要はそれと同じことだ。スポーツトレーナーとは、トレーニングの指導だけでなく実践においてもプロフェッショナルであるべきで、心から極めんとする者であればボディビルディングにたどり着く。「ボディビル」と聞くと特殊な目で見られがちではあるが、スポーツトレーナーがボディビル競技に挑戦することは、英語教師がTOEICで990点を目指すことと同義なのである」

### バズーカ岡田
骨格筋評論家「バズーカ岡田」の異名でフジテレビ系列『ホンマでっか!?TV』、『ジャンクSPORTS』、テレビ朝日系列『超人女子戦士 ガリベンガーV』などを始めとしたテレビ、雑誌等多くのメディアで活躍中。著書多数、累計100万部を突破している。また自身の公式Youtubeチャンネル「新・バズーカ岡田チャンネル【岡田隆】」に出演中。

## 保有資格
- 日本ボディビル・フィットネス連盟公認1級指導員
- National Strength & Conditioning Association Certified Strength & Conditioning Specialist (NSCA CSCS)
- 日本スポーツ協会公認アスレティックトレーナー
- 理学療法士免許
- 中学校・高等学校教諭 専修免許・一種免許（保健体育）
- 柔道四段 など

## 所属学会
- 日本運動スポーツ科学学会（2018/04～現在）
- 日本アスレティックトレーニング学会（2013/10〜現在）
- 日本臨床スポーツ医学会（2005/10〜現在）
- 日本体力医学会（2004/05〜現在）
- 日本ストレングス＆コンディショニング協会（NSCA Japan）（2002/01〜現在）

## 社会的活動
- 日本ボディビル・フィットネス連盟 ジュニア委員会 委員長（2021/10〜現在）
- 日本ボディビル・フィットネス連盟 指導委員会 委員（2021/10〜現在）
- 日本オリンピック委員会 科学サポート部門 部門員（2013/10〜現在）
- 柔道全日本男子チーム 体力強化部門長（2012/12〜2021/9）

## 受賞歴
- 2015年1月 讀賣新聞社 日本スポーツ賞
- 2015年7月 文部科学省 スポーツ功労者顕彰
- 2016年6月 文部科学省 スポーツ功労者顕彰
- 2016年8月 文部科学省 スポーツ功労者顕彰
- 2017年12月 NSCA Japan 最優秀指導者賞
- 2017年5月 日本トレーニング指導者協会 優秀トレーニング指導者表彰
- 2018年7月 文部科学省 スポーツ功労者顕彰
- 2020年4月 日本オリンピック委員会 奨励賞
- 2022年8月 日本ボディービルダー選手権 優勝